# Шагрдарі (Тебриз)
Культурно-атлетичний клуб «Шагрдарі» (перс. باشگاه فرهنگی ورزشی شهرداري تبريز) — іранський спортивний клуб, що базується в Тебризі. Найбільш відомий своєю професіональною футбольною командою, але також має команди з футзалу, баскетболу, велоспорту та волейболу.

## Історія
У 1979 році у місті Тебриз було утворено спортивний клуб пожежних, який розпочав змагання у другому дивізіоні місцевої ліги Тебриза, а згодом клуб вийшов до вищого дивізіону чемпіонату міста, і в 1985 році вони були перейменовані в спортивно-культурний клуб "Шагрдарі", який незабаром став третім за силою і популярністю в місті після клубів «Трактор Сазі» та «Машін Сазі».
У 1993 році «Шагрдарі» переміг «Трактор Сазі» і став чемпіоном Ліги провінцій Східного Азербайджану і вийшов до другого загальнонаціонального дивізіону.
У сезоні 1994/95 клуб дебютував у Лізі Азадеган, тоді найвищій лізі Ірану, але за підсумками наступного чемпіонату покинув її. Ще через рік команда змогла повернутися на вищий рівень. В наступному чемпіонаті «Шагрдарі» посів високе п'яте місце, але рік потому вилетів з Ліги Азадеган. Незабаром клуб опустився до регіональної ліги, після чого почав свій підйом у ієрархії іранського футболу назад.
У сезоні 2009/10 «Шагрдарі» впевнено виграв свою групу в Лізі Азадеган, який вже був другим дивізіоном країни, не зазнавши жодної поразки, і повернувся в еліту іранського футболу. Першу частину чемпіонату 2010/11 команда провела в зоні вильоту, але після того, як його в жовтні 2010 року очолив тренер Хамід Деракхшан зуміла поступово виправити своє турнірне становище. У наступному сезоні «Шагрдарі» довгий час тримався в середині турнірної таблиці, але в кінцівці скотилася в зону вильоту і залишив Про-лігу.
У 2013 році «Шагрдарі» виграв свою групу в Лізі Азадеган, але був залучений в скандал з договірними матчами. Команда була відправлена у третій дивізіон, клуб також розпустив усі свої професіональні команди, щоб не платити штраф Федерації футболу Ірану. 
Завершивши перший же сезон 2013/14 на другому місці, клуб відразу повернувся в Лігу Азадеган на сезон 2014/15. Але перед сезоном 2015/16 років через фінансові проблеми «Шагрдарі» був виключений з Ліги Азадеган і знову потрапив у третій дивізіон, втім вже у 2017 році «Шагрдарі» знову повернувся до Ліги Азадеган.

## Відомі гравці
- Сірус Дінмохаммаді
- Ебрахім Мірзапур
- Вурія Гафурі
- Камаль Камьябінія